# 哈桑·波拉特坎
哈桑·波拉特坎（土耳其語：Hasan Polatkan，1915年—1961年9月16日）为土耳其政治人物，曾任土耳其财政部长以及劳工部长，于1960年土耳其政变后和其他两名内阁成员一同被绞刑处死。

## 早年生活
波拉特坎于1915年出生在奥斯曼帝国埃斯基谢希尔的一个克里米亚鞑靼族家庭，后进入伊斯坦布尔大学修读政治学专业。自1936年毕业后，波拉特坎曾在土耳其国有的齐拉特银行担任检查员。

## 政治生涯
波拉特坎后来进入了政界，并于1946年在埃斯基谢希尔当选土耳其大国民议会议员，隶属于民主党，之后又于1950年、1954年和1957年的大选中成功连任。他曾在阿德南·曼德列斯总理的内阁中担任劳工部长（1950年5月22日至12月14日），后来两次担任财政部长（1950年12月14日至1955年12月9日和1956年12月3日至1960年5月27日），直到曼德列斯内阁遭到土耳其军方发动的政变推翻。

## 审判和处决
政变发生后，波拉特坎和曼德列斯于屈塔希亚遭到军方逮捕，后来和其他一些土耳其民主党成员一起因贪污腐败和违反宪法而被提起诉讼。在平岛审判中波拉特坎被判处死刑，其后于1961年9月16日在伊姆拉勒岛上和总理阿德南·曼德列斯以及外交部长法丁·鲁斯图·佐鲁一同被执行绞刑。在波拉特坎去世多年后，他的坟墓于1990年9月17日被迁移至伊斯坦布尔的一座墓园。

## 遗产
波拉特坎的故乡埃斯基谢希尔有一条林荫大道以及该地的机场以波拉特坎的名字命名。除此之外，位于伊斯坦布尔巴克尔柯伊的一所高中、一所初中，以及一所位于埃斯基谢希尔省奥登帕扎里的文化中心也是以他的名字命名的。